# DHF's Landspokalturnering 2017
DHF´s landspokalturnering i 2017 var den 54. udgave af DHF's Landspokalturnering. Skjern Håndbold var forsvarende mestre hos herrerne og Randers HK hos kvinderne. Kvindernes turnering blev vundet af Team Esbjerg, der vandt finalen med 31-20 over København Håndbold. Mændenes turnering blev vundet af TTH Holstebro, der vandt finalen med 26-21 over GOG. 

## Mænd

### 1/8-finaler
16 hold har kvalificeret sig til 1/8-finalerne.
| Dato  | Hjemmehold           | Udehold               | Resultat |
| ----- | -------------------- | --------------------- | -------- |
| 23.8  | HC Midtjylland       | Aalborg Håndbold      | 21-27    |
| 23.8  | HØJ                  | TTH Holstebro         | 21-31    |
| 23.8  | Team Sydhavsøerne    | Skjern Håndbold       | 22-34    |
| 24.8  | Otterup HK           | KIF Kolding København | 22-31    |
| 25.8  | Skive fH             | Ribe-Esbjerg HH       | 26-29    |
| 26.8  | Skanderborg Håndbold | GOG                   | 20-32    |
| 27.8  | SønderjyskE Håndbold | Århus Håndbold        | 20-26    |
| 29.8  | TM Tønder Håndbold   | Bjerringbro-Silkeborg | 26-25    |
| Kilde |                      |                       |          |

### 1/4-finaler
Her deltog de otte vinderhold fra 1/8-finalerne
| Dato                                                | Hjemmehold       | Udehold               | Resultat |
| --------------------------------------------------- | ---------------- | --------------------- | -------- |
| 17.10                                               | Ribe-Esbjerg HH  | TM Tønder Håndbold    | 21-20    |
| 17.10                                               | GOG              | Århus Håndbold        | 37-32    |
| 18.10                                               | Aalborg Håndbold | KIF Kolding København | 38-30    |
| 18.10                                               | TTH Holstebro    | Skjern Håndbold       | 32-21    |
| Kilde Arkiveret 28. januar 2021 hos Wayback Machine |                  |                       |          |

### Final 4

#### Semifinaler
De fire vindere af kvartfinalerne spillede final 4-stævne 3. og 4. februar 2018 i Gråkjær Arena i Holstebro. 
| Dato                                                | Hold          | Hold             | Resultat |
| --------------------------------------------------- | ------------- | ---------------- | -------- |
| 3.2                                                 | GOG           | Aalborg Håndbold | 32-23    |
| 3.2                                                 | TTH Holstebro | Ribe-Esbjerg HH  | 26-25    |
| Kilde Arkiveret 21. januar 2021 hos Wayback Machine |               |                  |          |

#### Finale og bronzekamp
| Dato | Hold            | Hold             | Resultat |
| --- | --------------- | ---------------- | -------- |
| 4.2 | Ribe-Esbjerg HH | Aalborg Håndbold | 27-30    |
| 4.2 | TTH Holstebro   | GOG              | 26-21    |
| Kilde Arkiveret 7. november 2017 hos Wayback Machine (bronzekamp) Kilde Arkiveret 7. november 2017 hos Wayback Machine (finale) |                 |                  |          |

## Kvinder

### 1/8-finaler
16 hold har kvalificeret sig til 1/8-finalerne.
| Dato  | Hjemmehold           | Udehold             | Resultat |
| ----- | -------------------- | ------------------- | -------- |
| 23.8  | Ajax København       | Nykøbing Falster    | 19-36    |
| 24.8  | Lyngby HK            | FC Midtjylland      | 15-34    |
| 24.8  | TTH Holstebro        | København Håndbold  | 22-34    |
| 25.8  | Ringkøbing Håndbold  | Team Esbjerg        | 16-25    |
| 25.8  | SønderjyskE Håndbold | Viborg HK           | 19-30    |
| 26.8  | Skanderborg Håndbold | Silkeborg-Voel KFUM | 16-37    |
| 27.8  | Roskilde Håndbold    | Randers HK          | 16-26    |
| 30.8  | Aarhus United        | Odense Håndbold     | UHT      |
| Kilde |                      |                     |          |

### 1/4-finaler
Her deltog de otte vinderhold fra 1/8-finalerne
| Dato                                                | Hjemmehold          | Udehold          | Resultat |
| --------------------------------------------------- | ------------------- | ---------------- | -------- |
| 24.10                                               | København Håndbold  | Randers HK       | 27-20    |
| 24.10                                               | Aarhus United       | Viborg HK        | 21-18    |
| 25.10                                               | Silkeborg-Voel KFUM | FC Midtjylland   | 22-24    |
| 25.10                                               | Team Esbjerg        | Nykøbing Falster | 27-22    |
| Kilde Arkiveret 5. oktober 2017 hos Wayback Machine |                     |                  |          |

### Final 4

#### Semifinaler
De fire vindere af kvartfinalerne spillede final 4-stævne 29. og 30. december 2017 i Jysk Arena i Silkeborg. 
| Dato                                                 | Hold          | Hold               | Resultat |
| ---------------------------------------------------- | ------------- | ------------------ | -------- |
| 29.12                                                | Aarhus United | København Håndbold | 19-27    |
| 29.12                                                | Team Esbjerg  | FC Midtjylland     | 23-22    |
| Kilde Arkiveret 7. november 2017 hos Wayback Machine |               |                    |          |

#### Finale og bronzekamp
| Dato | Hold               | Hold           | Resultat |
| --- | ------------------ | -------------- | -------- |
| 30.12 | Aarhus United      | FC Midtjylland | 23-22    |
| 30.12 | København Håndbold | Team Esbjerg   | 20-31    |
| Kilde Arkiveret 7. november 2017 hos Wayback Machine (bronzekamp) Kilde Arkiveret 21. januar 2021 hos Wayback Machine (finale) |                    |                |          |